# Selchow & Righter
Selchow & Righter war ein US-amerikanischer Spielehersteller. Neben Parker Brothers und Milton Bradley war es der größte Spielehersteller in den Vereinigten Staaten, bis alle drei zwischen 1984 und 1991 in Hasbro aufgegangen sind. Bis zum Verkauf 1986 war es ein Familienunternehmen, welches von den beiden Familien Selchow und Righter geführt wurde.
Das Unternehmen wurde 1867 von Elisha G. Selchow als E.G. Selchow & Co gegründet. 1880 wurde John Righter Partner von Selchow und das Unternehmen in Selchow & Righter umbenannt.
Das Spiel Parcheesi wurde ein sehr großer Erfolg. Ab 1953 wurde das erfolgreiche Spiel Scrabble vertrieben und ab 1983 Trivial Pursuit.

## Verkauf
Selchow & Righter wurde 1986 an Coleco für insgesamt 75 Millionen $ verkauft. Coleco ging 1987/88 bankrott. Parker Brothers bot am meisten für die Rechte an Trivial Pursuit. 1989 kaufte Hasbro das, was von Coleco noch übrig war für 85 Millionen $ plus 1 Million Hasbro-Aktien und der Name Selchow & Righter verschwand. Seit der Übernahme von Parker Brothers 1991 ist auch Trivial Pursuit bei Hasbro angesiedelt.

## Bekannte Spiele
- 1874: Parcheesi
- 1953: Scrabble
- 1983: Trivial Pursuit